# Phare de Hooper Strait

Le phare de Hooper Strait (en anglais : Hooper Strait Light) était un phare offshore de type screw-pile lighthouse situé en baie de Chesapeake dans le comté de Talbot (Maryland).
Situé à l'origine dans le détroit de Hooper, entre les îles Hooper et Bloodsworth dans le comté de Dorchester et à l'entrée du Tangier Sound, il est maintenant exposé au Chesapeake Bay Maritime Museum à Saint Michaels, dans le Maryland.

## Historique
Il a remplacé, en 1879, le premier phare sur pilotis de 1867 qui a été détruit par la banquise en 1877. Il a été désactivé en 1966 et déplacé en 1967 à Saint Michaels. Sa lentille de Fresnel d'origine y est exposée.
Géré par le Chesapeake Bay Maritime Museum  il est ouvert au public

## Description
Le phare  est une maison octogonale avec une lanterne à galerie sur le centre du toit. Il émet, à une hauteur focale de 12,5 m, les lettres CBMM en code morse.
Identifiant : ARLHS : USA-378 ;  ex-Amirauté : J2030.

### Lien connexe
- Liste des phares du Maryland